# Euryopis mulaiki
Euryopis mulaiki är en spindelart som beskrevs av Claude Lévi 1954. Euryopis mulaiki ingår i släktet Euryopis och familjen klotspindlar. Inga underarter finns listade i Catalogue of Life.